# Gabara gigantea
Gabara gigantea là một loài bướm đêm trong họ Erebidae.